# 霍華德鎮區 (堪薩斯州艾克縣)
霍華德鎮區（英語：Howard Township）為美國堪薩斯州艾克縣轄下的鎮區。2010年美国人口普查中此鎮區人口有873人。

## 地理
霍華德鎮區涵蓋總面積為167.7平方（64.75平方英里），其中陸地面積為165.2平方（63.79平方英里），水域面積為2.5平方（0.96平方英里）或1.48%。海拔高度328（1,076英尺）。

## 人口統計
根據2010年美國人口普查，霍華德鎮區人口有873人，其中男性有416人，女性有457人，人口密度為每平方公里5.21人，住房計510戶。鎮區內的白人有827人，非裔美國人有0人，美洲原住民有16人，亞裔美國人有3人，太平洋島裔美國人有0人，其他種族有8人，混血種族則有19人。此外鎮區內有38人為西班牙裔或拉丁裔美國人。此鎮區之年齡中位數為49.6歲，而男性年齡中位數為46.0歲，女性年齡中位數為51.9歲。

## 交通

### 主要公路
- 99號堪薩斯州州道